# Davis Cup 2021 – 1. světová skupina
1. světová skupina Davis Cupu 2021 představovala dvanáct mezistátních tenisových zápasů hraných mezi 5.–6. březnem 2021 a 17.–18. či 18.–19. zářím 2021. V rámci Davis Cupu 2021 do ní nastoupilo dvacet čtyři družstev, které vytvořily dvanáct párů. Dvoudenní vzájemná mezistátní utkání se konala ve formátu na tři vítězné body (čtyři dvouhry a čtyřhra). Jeden z členů dvojice hostil duel na domácí půdě. Původní termíny 18.–19. a 19.–20. září 2020 byly zrušeny kvůli koronavirové pandemii.
Osm nejvýše postavených vítězů na žebříčku ITF k 20. září 2021 automaticky postoupilo do kvalifikačního kola 2022 a na všechny poražené čekala účast v baráži 1. světové skupiny 2022. Čtyři nejníže postavení vítězové vytvořili páry v listopadovém vyřazovacím kole 1. světové skupiny 2021. Dva vítězové se připojili k účastníkům kalifikačního kola 2022 a poražení sestoupili do baráže 1. světové skupiny 2022.

## Přehled
1. světové skupiny se účastnilo dvacet čtyři týmů:
- 12 poražených týmů z kvalifikačního kola 2021
- 12 vítězných týmů z baráže 1. světové skupiny 2021

Nasazené týmy
- Belgie (4.)
- Argentina (16.)
- Japonsko (19.)
- Nizozemsko (20.)
- Chile (21.)
- Indie (22.)
- Uzbekistán (25.)
- Brazílie (26.)
- Jižní Korea (27.)
- Portugalsko (28.)
- Bosna a Hercegovina (29.)
- Izrael (30.)

Nenasazené týmy
- Slovensko (31.)
- Uruguay (32.)
- Finsko (33.)
- Pákistán (34.)
- Ukrajina (35.)
- Libanon (36.)
- Nový Zéland (37.)
- Peru (38.)
- Bolívie (40.)
- Rumunsko (41.)
- Bělorusko (42.)
- Norsko (45.)

Žebříček ITF k 9. březnu 2020.
| 1. světová skupina | 1. světová skupina | 1. světová skupina       | 1. světová skupina      | 1. světová skupina                     | 1. světová skupina | 1. světová skupina |
| Domácí             | výsledek           | hosté                    | místo konání            | areál / hala                           | povrch             |                    |
| ------------------ | ------------------ | ------------------------ | ----------------------- | -------------------------------------- | ------------------ | ------------------ |
| Bolívie            | 2–3                | Belgie [1]               | Asunción (Paraguay)     | Rakiura Resort                         | antuka             |                    |
| Argentina [2]      | 4–1                | Bělorusko                | Buenos Aires            | Buenos Aires Lawn Tennis Club          | antuka             |                    |
| Pákistán           | 0–4                | Japonsko [3]             | Islámábád               | Pakistan Sports Complex                | tráva              |                    |
| Uruguay            | 0–4                | Nizozemsko [4]           | Montevideo              | Carrasco Lawn Tenis Club               | antuka             |                    |
| Slovensko          | 3–1                | Chile [5]                | Bratislava              | AXA aréna NTC                          | tvrdý (hala)       |                    |
| Finsko             | 3–1                | Indie [6]                | Espoo                   | Espoo Metro Areena                     | tvrdý (hala)       |                    |
| Norsko             | 3–1                | Uzbekistán [7]           | Oslo                    | Oslo Tennis Arena                      | tvrdý (hala)       |                    |
| Libanon            | 0–4                | Brazílie [8]             | Džunija                 | Automobile and Touring Club of Lebanon | antuka             |                    |
| Nový Zéland        | 1–3                | Jižní Korea [9]          | Newport (Spojené státy) | Mezinárodní tenisová síň slávy         | tráva              |                    |
| Rumunsko           | 3–1                | Portugalsko [10]         | Kluž                    | Sala Sporturilor Horia Demian          | tvrdý (hala)       |                    |
| Peru               | 3–2                | Bosna a Hercegovina [11] | Lima                    | Club Lawn Tennis de la Exposición      | antuka             |                    |
| Ukrajina           | 3–2                | Izrael [12]              | Kyjev                   | Marina Tennis Club                     | tvrdý (hala)       |                    |

## Zápasy 1. světové skupiny

### Bolívie vs. Belgie
| | Bolívie | 2 :                                                          | 3    | Belgie |     |  |
| --- | ------- | ------------------------------------------------------------ | ---- | ------ | --- |  |
| Rakiura Resort, Asunción, Paraguay 18.–19. září 2021 antuka |         |                                                              |      |        |     |  |
| \| \| \| \| 1. \| 2. \| 3. \| \| \| -- \| \| ------------------------------------------------------------ \| ---- \| --- \| --- \| \| \| 1. \| \| Hugo Dellien Ruben Bemelmans \| 6 3 \| 6 4 \| \| \| \| 2. \| \| Murkel Dellien Zizou Bergs \| 6 4 \| 4 6 \| 6 2 \| \| \| 3. \| \| Boris Arias / Federico Zeballos Sander Gillé / Joran Vliegen \| 3 6 \| 4 6 \| \| \| \| 4. \| \| Hugo Dellien Michael Geerts \| 4 6 \| 6 4 \| 2 6 \| \| \| 5. \| \| Murkel Dellien Ruben Bemelmans \| 62 7 \| 2 6 \| \| \| \| \| \| \| \| \| \| \| \| \| \| \| \| \| \| \| \| \| \| \| \| \| \| \| \| \| \| \| \| \| \| \| \| \| \| \| \| \| \| \| |         |                                                              |      |        |     |  |
| |         |                                                              | 1.   | 2.     | 3.  |  |
| 1. |         | Hugo Dellien Ruben Bemelmans                                 | 6 3  | 6 4    |     |  |
| 2. |         | Murkel Dellien Zizou Bergs                                   | 6 4  | 4 6    | 6 2 |  |
| 3. |         | Boris Arias / Federico Zeballos Sander Gillé / Joran Vliegen | 3 6  | 4 6    |     |  |
| 4. |         | Hugo Dellien Michael Geerts                                  | 4 6  | 6 4    | 2 6 |  |
| 5. |         | Murkel Dellien Ruben Bemelmans                               | 62 7 | 2 6    |     |  |
| |         |                                                              |      |        |     |  |
| |         |                                                              |      |        |     |  |
| |         |                                                              |      |        |     |  |
| |         |                                                              |      |        |     |  |
| |         |                                                              |      |        |     |  |

### Argentina vs. Bělorusko
| | Argentina | 4 :                                                                   | 1   | Bělorusko |     |  |
| --- | --------- | --------------------------------------------------------------------- | --- | --------- | --- |  |
| Buenos Aires Lawn Tennis Club, Buenos Aires, Argentina 18.–19. září 2021 antuka |           |                                                                       |     |           |     |  |
| \| \| \| \| 1. \| 2. \| 3. \| \| \| -- \| \| --------------------------------------------------------------------- \| --- \| --- \| --- \| \| \| 1. \| \| Diego Schwartzman Daniil Ostapenkov \| 4 6 \| 3 6 \| \| \| \| 2. \| \| Guido Pella Erik Aruťunjan \| 6 1 \| 6 2 \| \| \| \| 3. \| \| Máximo González / Horacio Zeballos Erik Aruťunjan / Daniil Ostapenkov \| 5 7 \| 6 2 \| 6 2 \| \| \| 4. \| \| Diego Schwartzman Aljaksandr Zgirouski \| 6 1 \| 6 2 \| \| \| \| 5. \| \| Federico Coria Daniil Ostapenkov \| 6 3 \| 6 1 \| \| \| \| \| \| \| \| \| \| \| \| \| \| \| \| \| \| \| \| \| \| \| \| \| \| \| \| \| \| \| \| \| \| \| \| \| \| \| \| \| \| \| |           |                                                                       |     |           |     |  |
| |           |                                                                       | 1.  | 2.        | 3.  |  |
| 1. |           | Diego Schwartzman Daniil Ostapenkov                                   | 4 6 | 3 6       |     |  |
| 2. |           | Guido Pella Erik Aruťunjan                                            | 6 1 | 6 2       |     |  |
| 3. |           | Máximo González / Horacio Zeballos Erik Aruťunjan / Daniil Ostapenkov | 5 7 | 6 2       | 6 2 |  |
| 4. |           | Diego Schwartzman Aljaksandr Zgirouski                                | 6 1 | 6 2       |     |  |
| 5. |           | Federico Coria Daniil Ostapenkov                                      | 6 3 | 6 1       |     |  |
| |           |                                                                       |     |           |     |  |
| |           |                                                                       |     |           |     |  |
| |           |                                                                       |     |           |     |  |
| |           |                                                                       |     |           |     |  |
| |           |                                                                       |     |           |     |  |

### Pákistán vs. Japonsko
| | Pákistán | 0 :                                                        | 4   | Japonsko |     |            |
| --- | -------- | ---------------------------------------------------------- | --- | -------- | --- | ---------- |
| Pakistan Sports Complex, Islámábád, Pákistán 5.–6. března 2021 tráva |          |                                                            |     |          |     |            |
| \| \| \| \| 1. \| 2. \| 3. \| \| \| -- \| \| ---------------------------------------------------------- \| --- \| ---- \| --- \| ---------- \| \| 1. \| \| Aqeel Khan Josuke Watanuki \| 3 6 \| 2 6 \| \| \| \| 2. \| \| Ajsám Kúreší Kaiči Učida \| 4 6 \| 64 7 \| \| \| \| 3. \| \| Aqeel Khan / Ajsám Kúreší Šintaró Močizuki / Šo Šimabukuro \| 6 4 \| 4 6 \| 2 6 \| \| \| 4. \| \| Muzammil Murtaza Juta Šimizu \| 1 6 \| 1 6 \| \| \| \| 5. \| \| Aqeel Khan Kaiči Učida \| \| \| \| nehrálo se \| \| \| \| \| \| \| \| \| \| \| \| \| \| \| \| \| \| \| \| \| \| \| \| \| \| \| \| \| \| \| \| \| \| \| \| \| \| \| \| \| |          |                                                            |     |          |     |            |
| |          |                                                            | 1.  | 2.       | 3.  |            |
| 1. |          | Aqeel Khan Josuke Watanuki                                 | 3 6 | 2 6      |     |            |
| 2. |          | Ajsám Kúreší Kaiči Učida                                   | 4 6 | 64 7     |     |            |
| 3. |          | Aqeel Khan / Ajsám Kúreší Šintaró Močizuki / Šo Šimabukuro | 6 4 | 4 6      | 2 6 |            |
| 4. |          | Muzammil Murtaza Juta Šimizu                               | 1 6 | 1 6      |     |            |
| 5. |          | Aqeel Khan Kaiči Učida                                     |     |          |     | nehrálo se |
| |          |                                                            |     |          |     |            |
| |          |                                                            |     |          |     |            |
| |          |                                                            |     |          |     |            |
| |          |                                                            |     |          |     |            |
| |          |                                                            |     |          |     |            |

### Uruguay vs. Nizozemsko
| | Uruguay | 0 :                                                             | 4   | Nizozemsko |    |            |
| --- | ------- | --------------------------------------------------------------- | --- | ---------- | -- | ---------- |
| Carrasco Lawn Tenis Club, Montevideo, Uruguay 18.–19. září 2021 antuka |         |                                                                 |     |            |    |            |
| \| \| \| \| 1. \| 2. \| 3. \| \| \| -- \| \| --------------------------------------------------------------- \| --- \| ---- \| -- \| ---------- \| \| 1. \| \| Francisco Llanes Botic van de Zandschulp \| 0 6 \| 3 6 \| \| \| \| 2. \| \| Martín Cuevas Tallon Griekspoor \| 4 6 \| 6 78 \| \| \| \| 3. \| \| Ignacio Carou / Martín Cuevas Wesley Koolhof / Matwé Middelkoop \| 2 6 \| 1 6 \| \| \| \| 4. \| \| Ignacio Carou Robin Haase \| 3 6 \| 2 6 \| \| \| \| 5. \| \| Francisco Llanes Tallon Griekspoor \| \| \| \| nehrálo se \| \| \| \| \| \| \| \| \| \| \| \| \| \| \| \| \| \| \| \| \| \| \| \| \| \| \| \| \| \| \| \| \| \| \| \| \| \| \| \| \| |         |                                                                 |     |            |    |            |
| |         |                                                                 | 1.  | 2.         | 3. |            |
| 1. |         | Francisco Llanes Botic van de Zandschulp                        | 0 6 | 3 6        |    |            |
| 2. |         | Martín Cuevas Tallon Griekspoor                                 | 4 6 | 6 78       |    |            |
| 3. |         | Ignacio Carou / Martín Cuevas Wesley Koolhof / Matwé Middelkoop | 2 6 | 1 6        |    |            |
| 4. |         | Ignacio Carou Robin Haase                                       | 3 6 | 2 6        |    |            |
| 5. |         | Francisco Llanes Tallon Griekspoor                              |     |            |    | nehrálo se |
| |         |                                                                 |     |            |    |            |
| |         |                                                                 |     |            |    |            |
| |         |                                                                 |     |            |    |            |
| |         |                                                                 |     |            |    |            |
| |         |                                                                 |     |            |    |            |

### Slovensko vs. Chile
| | Slovensko | 3 :                                                                        | 1   | Chile |     |            |
| --- | --------- | -------------------------------------------------------------------------- | --- | ----- | --- | ---------- |
| AXA aréna NTC, Bratislava, Slovensko 17–18. září 2021 tvrdý (hala) |           |                                                                            |     |       |     |            |
| \| \| \| \| 1. \| 2. \| 3. \| \| \| -- \| \| -------------------------------------------------------------------------- \| --- \| ---- \| --- \| ---------- \| \| 1. \| \| Alex Molčan Cristian Garín \| 2 6 \| 4 6 \| \| \| \| 2. \| \| Norbert Gombos Nicolás Jarry \| 6 3 \| 65 7 \| 6 3 \| \| \| 3. \| \| Filip Polášek / Igor Zelenay Marcelo Tomás Barrios Vera / Alejandro Tabilo \| 6 1 \| 7 64 \| \| \| \| 4. \| \| Norbert Gombos Cristian Garín \| 6 0 \| 6 1 \| \| \| \| 5. \| \| Alex Molčan Nicolás Jarry \| \| \| \| nehrálo se \| \| \| \| \| \| \| \| \| \| \| \| \| \| \| \| \| \| \| \| \| \| \| \| \| \| \| \| \| \| \| \| \| \| \| \| \| \| \| \| \| |           |                                                                            |     |       |     |            |
| |           |                                                                            | 1.  | 2.    | 3.  |            |
| 1. |           | Alex Molčan Cristian Garín                                                 | 2 6 | 4 6   |     |            |
| 2. |           | Norbert Gombos Nicolás Jarry                                               | 6 3 | 65 7  | 6 3 |            |
| 3. |           | Filip Polášek / Igor Zelenay Marcelo Tomás Barrios Vera / Alejandro Tabilo | 6 1 | 7 64  |     |            |
| 4. |           | Norbert Gombos Cristian Garín                                              | 6 0 | 6 1   |     |            |
| 5. |           | Alex Molčan Nicolás Jarry                                                  |     |       |     | nehrálo se |
| |           |                                                                            |     |       |     |            |
| |           |                                                                            |     |       |     |            |
| |           |                                                                            |     |       |     |            |
| |           |                                                                            |     |       |     |            |
| |           |                                                                            |     |       |     |            |

### Finsko vs. Indie
| | Finsko | 3 :                                                                   | 1    | Indie |    |            |
| --- | ------ | --------------------------------------------------------------------- | ---- | ----- | -- | ---------- |
| Espoo Metro Areena, Espoo, Finsko 17–18. září 2021 tvrdý (hala) |        |                                                                       |      |       |    |            |
| \| \| \| \| 1. \| 2. \| 3. \| \| \| -- \| \| --------------------------------------------------------------------- \| ---- \| ---- \| -- \| ---------- \| \| 1. \| \| Otto Virtanen Prajneš Gunneswaran \| 6 3 \| 7 61 \| \| \| \| 2. \| \| Emil Ruusuvuori Ramkumar Ramanathan \| 6 4 \| 7 5 \| \| \| \| 3. \| \| Harri Heliövaara / Henri Kontinen Rohan Bopanna / Ramkumar Ramanathan \| 7 62 \| 7 62 \| \| \| \| 4. \| \| Patrik Niklas-Salminen Prajneš Gunneswaran \| 3 6 \| 5 7 \| \| \| \| 5. \| \| Otto Virtanen Ramkumar Ramanathan \| \| \| \| nehrálo se \| \| \| \| \| \| \| \| \| \| \| \| \| \| \| \| \| \| \| \| \| \| \| \| \| \| \| \| \| \| \| \| \| \| \| \| \| \| \| \| \| |        |                                                                       |      |       |    |            |
| |        |                                                                       | 1.   | 2.    | 3. |            |
| 1. |        | Otto Virtanen Prajneš Gunneswaran                                     | 6 3  | 7 61  |    |            |
| 2. |        | Emil Ruusuvuori Ramkumar Ramanathan                                   | 6 4  | 7 5   |    |            |
| 3. |        | Harri Heliövaara / Henri Kontinen Rohan Bopanna / Ramkumar Ramanathan | 7 62 | 7 62  |    |            |
| 4. |        | Patrik Niklas-Salminen Prajneš Gunneswaran                            | 3 6  | 5 7   |    |            |
| 5. |        | Otto Virtanen Ramkumar Ramanathan                                     |      |       |    | nehrálo se |
| |        |                                                                       |      |       |    |            |
| |        |                                                                       |      |       |    |            |
| |        |                                                                       |      |       |    |            |
| |        |                                                                       |      |       |    |            |
| |        |                                                                       |      |       |    |            |

### Norsko vs. Uzbekistán
| | Norsko | 3 :                                                             | 1    | Uzbekistán |    |            |
| --- | ------ | --------------------------------------------------------------- | ---- | ---------- | -- | ---------- |
| Oslo Tennis Arena, Oslo, Norsko 17–18. září 2021 tvrdý (hala) |        |                                                                 |      |            |    |            |
| \| \| \| \| 1. \| 2. \| 3. \| \| \| -- \| \| --------------------------------------------------------------- \| ---- \| --- \| -- \| ---------- \| \| 1. \| \| Casper Ruud Chumojun Sultanov \| 6 3 \| 6 3 \| \| \| \| 2. \| \| Viktor Durasovic Denis Istomin \| 6 4 \| 6 4 \| \| \| \| 3. \| \| Casper Ruud / Viktor Durasovic Sandžar Fajzijev / Denis Istomin \| 61 7 \| 3 6 \| \| \| \| 4. \| \| Casper Ruud Sandžar Fajzijev \| 6 3 \| 6 1 \| \| \| \| 5. \| \| Viktor Durasovic Chumojun Sultanov \| \| \| \| nehrálo se \| \| \| \| \| \| \| \| \| \| \| \| \| \| \| \| \| \| \| \| \| \| \| \| \| \| \| \| \| \| \| \| \| \| \| \| \| \| \| \| \| |        |                                                                 |      |            |    |            |
| |        |                                                                 | 1.   | 2.         | 3. |            |
| 1. |        | Casper Ruud Chumojun Sultanov                                   | 6 3  | 6 3        |    |            |
| 2. |        | Viktor Durasovic Denis Istomin                                  | 6 4  | 6 4        |    |            |
| 3. |        | Casper Ruud / Viktor Durasovic Sandžar Fajzijev / Denis Istomin | 61 7 | 3 6        |    |            |
| 4. |        | Casper Ruud Sandžar Fajzijev                                    | 6 3  | 6 1        |    |            |
| 5. |        | Viktor Durasovic Chumojun Sultanov                              |      |            |    | nehrálo se |
| |        |                                                                 |      |            |    |            |
| |        |                                                                 |      |            |    |            |
| |        |                                                                 |      |            |    |            |
| |        |                                                                 |      |            |    |            |
| |        |                                                                 |      |            |    |            |

### Libanon vs. Brazílie
| | Libanon | 0 :                                                           | 4   | Brazílie |      |            |
| --- | ------- | ------------------------------------------------------------- | --- | -------- | ---- | ---------- |
| Automobile and Touring Club of Lebanon, Džunija, Libanon 18.–19. září 2021 antuka |         |                                                               |     |          |      |            |
| \| \| \| \| 1. \| 2. \| 3. \| \| \| -- \| \| ------------------------------------------------------------- \| --- \| --- \| ---- \| ---------- \| \| 1. \| \| Benjamin Hassan Orlando Luz \| 4 6 \| 4 6 \| \| \| \| 2. \| \| Hady Habib Felipe Meligeni Alves \| 1 6 \| 3 6 \| \| \| \| 3. \| \| Hady Habib / Benjamin Hassan Marcelo Demoliner / Rafael Matos \| 2 6 \| 6 3 \| 65 7 \| \| \| 4. \| \| Roey Tabet Matheus Pucinelli de Almeida \| 0 6 \| 1 6 \| \| \| \| 5. \| \| Hady Habib Orlando Luz \| \| \| \| nehrálo se \| \| \| \| \| \| \| \| \| \| \| \| \| \| \| \| \| \| \| \| \| \| \| \| \| \| \| \| \| \| \| \| \| \| \| \| \| \| \| \| \| |         |                                                               |     |          |      |            |
| |         |                                                               | 1.  | 2.       | 3.   |            |
| 1. |         | Benjamin Hassan Orlando Luz                                   | 4 6 | 4 6      |      |            |
| 2. |         | Hady Habib Felipe Meligeni Alves                              | 1 6 | 3 6      |      |            |
| 3. |         | Hady Habib / Benjamin Hassan Marcelo Demoliner / Rafael Matos | 2 6 | 6 3      | 65 7 |            |
| 4. |         | Roey Tabet Matheus Pucinelli de Almeida                       | 0 6 | 1 6      |      |            |
| 5. |         | Hady Habib Orlando Luz                                        |     |          |      | nehrálo se |
| |         |                                                               |     |          |      |            |
| |         |                                                               |     |          |      |            |
| |         |                                                               |     |          |      |            |
| |         |                                                               |     |          |      |            |
| |         |                                                               |     |          |      |            |

### Nový Zéland vs. Jižní Korea
| | Nový Zéland | 1 :                                                       | 3    | Jižní Korea |     |            |
| --- | ----------- | --------------------------------------------------------- | ---- | ----------- | --- | ---------- |
| Mezinárodní tenisová síň slávy, Newport, Spojené státy americké 17.–18. září 2021 tráva |             |                                                           |      |             |     |            |
| \| \| \| \| 1. \| 2. \| 3. \| \| \| -- \| \| --------------------------------------------------------- \| ---- \| --- \| --- \| ---------- \| \| 1. \| \| Rubin Statham Nam Ji-sung \| 2 6 \| 2 6 \| \| \| \| 2. \| \| Finn Reynolds Kwon Sun-u \| 61 7 \| 3 6 \| \| \| \| 3. \| \| Marcus Daniell / Michael Venus Nam Ji-sung / Song Min-kyu \| 4 6 \| 6 2 \| 6 4 \| \| \| 4. \| \| Rubin Statham Kwon Sun-u \| 3 6 \| 3 6 \| \| \| \| 5. \| \| Finn Reynolds Nam Ji-sung \| \| \| \| nehrálo se \| \| \| \| \| \| \| \| \| \| \| \| \| \| \| \| \| \| \| \| \| \| \| \| \| \| \| \| \| \| \| \| \| \| \| \| \| \| \| \| \| |             |                                                           |      |             |     |            |
| |             |                                                           | 1.   | 2.          | 3.  |            |
| 1. |             | Rubin Statham Nam Ji-sung                                 | 2 6  | 2 6         |     |            |
| 2. |             | Finn Reynolds Kwon Sun-u                                  | 61 7 | 3 6         |     |            |
| 3. |             | Marcus Daniell / Michael Venus Nam Ji-sung / Song Min-kyu | 4 6  | 6 2         | 6 4 |            |
| 4. |             | Rubin Statham Kwon Sun-u                                  | 3 6  | 3 6         |     |            |
| 5. |             | Finn Reynolds Nam Ji-sung                                 |      |             |     | nehrálo se |
| |             |                                                           |      |             |     |            |
| |             |                                                           |      |             |     |            |
| |             |                                                           |      |             |     |            |
| |             |                                                           |      |             |     |            |
| |             |                                                           |      |             |     |            |

### Rumunsko vs. Portugalsko
| | Rumunsko | 3 :                                                 | 1   | Portugalsko |     |            |
| --- | -------- | --------------------------------------------------- | --- | ----------- | --- | ---------- |
| Sala Sporturilor Horia Demian, Kluž, Rumunsko 18.–19. září 2021 tvrdý (hala) |          |                                                     |     |             |     |            |
| \| \| \| \| 1. \| 2. \| 3. \| \| \| -- \| \| --------------------------------------------------- \| --- \| --- \| --- \| ---------- \| \| 1. \| \| Filip Jianu João Sousa \| 3 6 \| 5 7 \| \| \| \| 2. \| \| Marius Copil Gastão Elias \| 6 4 \| 6 3 \| \| \| \| 3. \| \| Marius Copil / Horia Tecău Nuno Borges / João Sousa \| 6 4 \| 6 3 \| \| \| \| 4. \| \| Marius Copil João Sousa \| 6 3 \| 2 6 \| 6 4 \| \| \| 5. \| \| Filip Jianu Gastão Elias \| \| \| \| nehrálo se \| \| \| \| \| \| \| \| \| \| \| \| \| \| \| \| \| \| \| \| \| \| \| \| \| \| \| \| \| \| \| \| \| \| \| \| \| \| \| \| \| |          |                                                     |     |             |     |            |
| |          |                                                     | 1.  | 2.          | 3.  |            |
| 1. |          | Filip Jianu João Sousa                              | 3 6 | 5 7         |     |            |
| 2. |          | Marius Copil Gastão Elias                           | 6 4 | 6 3         |     |            |
| 3. |          | Marius Copil / Horia Tecău Nuno Borges / João Sousa | 6 4 | 6 3         |     |            |
| 4. |          | Marius Copil João Sousa                             | 6 3 | 2 6         | 6 4 |            |
| 5. |          | Filip Jianu Gastão Elias                            |     |             |     | nehrálo se |
| |          |                                                     |     |             |     |            |
| |          |                                                     |     |             |     |            |
| |          |                                                     |     |             |     |            |
| |          |                                                     |     |             |     |            |
| |          |                                                     |     |             |     |            |

### Peru vs. Bosna a Hercegovina
| | Peru | 3 :                                                      | 2    | Bosna a Hercegovina |     |  |
| --- | ---- | -------------------------------------------------------- | ---- | ------------------- | --- |  |
| Club Lawn Tennis de la Exposición, Lima, Peru 17–18. září 2021 antuka |      |                                                          |      |                     |     |  |
| \| \| \| \| 1. \| 2. \| 3. \| \| \| -- \| \| -------------------------------------------------------- \| ---- \| ----- \| --- \| \| \| 1. \| \| Nicolás Álvarez Damir Džumhur \| 2 6 \| 7 64 \| 3 6 \| \| \| 2. \| \| Juan Pablo Varillas Mirza Bašić \| 7 5 \| 79 67 \| \| \| \| 3. \| \| Sergio Galdós / Jorge Panta Mirza Bašić / Tomislav Brkić \| 5 7 \| 2 6 \| \| \| \| 4. \| \| Juan Pablo Varillas Damir Džumhur \| 6 1 \| 6 3 \| \| \| \| 5. \| \| Nicolás Álvarez Nerman Fatić \| 7 64 \| 6 4 \| \| \| \| \| \| \| \| \| \| \| \| \| \| \| \| \| \| \| \| \| \| \| \| \| \| \| \| \| \| \| \| \| \| \| \| \| \| \| \| \| \| \| |      |                                                          |      |                     |     |  |
| |      |                                                          | 1.   | 2.                  | 3.  |  |
| 1. |      | Nicolás Álvarez Damir Džumhur                            | 2 6  | 7 64                | 3 6 |  |
| 2. |      | Juan Pablo Varillas Mirza Bašić                          | 7 5  | 79 67               |     |  |
| 3. |      | Sergio Galdós / Jorge Panta Mirza Bašić / Tomislav Brkić | 5 7  | 2 6                 |     |  |
| 4. |      | Juan Pablo Varillas Damir Džumhur                        | 6 1  | 6 3                 |     |  |
| 5. |      | Nicolás Álvarez Nerman Fatić                             | 7 64 | 6 4                 |     |  |
| |      |                                                          |      |                     |     |  |
| |      |                                                          |      |                     |     |  |
| |      |                                                          |      |                     |     |  |
| |      |                                                          |      |                     |     |  |
| |      |                                                          |      |                     |     |  |

### Ukrajina vs. Izrael
| | Ukrajina | 3 :                                                                   | 2   | Izrael |     |  |
| --- | -------- | --------------------------------------------------------------------- | --- | ------ | --- |  |
| Marina Tennis Club, Kyjev, Ukrajina 5.–6. března 2021 tvrdý (hala) |          |                                                                       |     |        |     |  |
| \| \| \| \| 1. \| 2. \| 3. \| \| \| -- \| \| --------------------------------------------------------------------- \| --- \| --- \| --- \| \| \| 1. \| \| Illja Marčenko Daniel Cukierman \| 1 6 \| 6 3 \| 6 2 \| \| \| 2. \| \| Serhij Stachovskyj Edan Lešem \| 3 6 \| 6 3 \| 2 6 \| \| \| 3. \| \| Denys Molčanov / Serhij Stachovskyj Daniel Cukierman / Jonatan Erlich \| 4 6 \| 6 4 \| 3 6 \| \| \| 4. \| \| Illja Marčenko Edan Lešem \| 6 3 \| 6 2 \| \| \| \| 5. \| \| Serhij Stachovskyj Jišaj Oli'el \| 6 4 \| 6 2 \| \| \| \| \| \| \| \| \| \| \| \| \| \| \| \| \| \| \| \| \| \| \| \| \| \| \| \| \| \| \| \| \| \| \| \| \| \| \| \| \| \| \| |          |                                                                       |     |        |     |  |
| |          |                                                                       | 1.  | 2.     | 3.  |  |
| 1. |          | Illja Marčenko Daniel Cukierman                                       | 1 6 | 6 3    | 6 2 |  |
| 2. |          | Serhij Stachovskyj Edan Lešem                                         | 3 6 | 6 3    | 2 6 |  |
| 3. |          | Denys Molčanov / Serhij Stachovskyj Daniel Cukierman / Jonatan Erlich | 4 6 | 6 4    | 3 6 |  |
| 4. |          | Illja Marčenko Edan Lešem                                             | 6 3 | 6 2    |     |  |
| 5. |          | Serhij Stachovskyj Jišaj Oli'el                                       | 6 4 | 6 2    |     |  |
| |          |                                                                       |     |        |     |  |
| |          |                                                                       |     |        |     |  |
| |          |                                                                       |     |        |     |  |
| |          |                                                                       |     |        |     |  |
| |          |                                                                       |     |        |     |  |